# Camarasauridae
Camarasauridae ("lagartos de cámaras") es una familia extinta de dinosaurios saurópodos característica del Jurásico superior (hace aproximadamente 155 millones de años, en el Kimmeridgiense), al Cretácico Inferior (hace aproximadamente 124 millones de años, desde el Barremiense) con ejemplares conocidos en América, Asia y Europa. Son saurópodos macronarianos, que forman un clado próximo a los Titanosauriformes. Algunos dientes encontrados en la Formación Galve de España son muy parecidos a los de Camarasaurus, y pueden pertenecer a miembros de esta familia. Los camarasáuridos se distinguen por sus robustos dientes, tener doce vértebras cervicales, espinas neurales bífidas en las vértebras cervicales posteriores y las dorsales anteriores, entre otras características.

## Sistemática
Cladísticamente, se define como todos los saurópodos más cercanamente relacionados con Camarasaurus supremus que a Saltasaurus loricatus.